# 熊本県立甲佐高等学校
熊本県立甲佐高等学校（くまもとけんりつ こうさ こうとうがっこう）は熊本県上益城郡甲佐町横田にある県立の高等学校。

## 学科・コース
- 普通科
  - 普通クラス
  - 福祉教養コース
- ビジネス情報科

## 沿革
- 1917年（大正6年）         - 御船町立御船女子実業補習学校（修業年限2年）創設。
- 1919年（大正8年）06月1日  - 御船町立御船実科高等女学校に昇格。
- 1920年（大正9年）04月1日  - 上益城郡立実科高等女学校（修業年限4年）とする。
- 1922年（大正11年）4月1日  - 熊本県上益城高等女学校と改称[1]。
- 1923年（大正12年）4月1日  - 熊本県に移管し、熊本県立甲佐高等女学校（修業年限4年）と改称。
- 1923年（大正12年）4月14日 - 甲佐町横田の新校舎に移転し、開校式並びに入学式を挙行する。
- 1943年（昭和18年）2月8日 - 国家総動員法の方針で学校にあった報国団が、『錬成教育提要』を出版[2]。
- 1948年（昭和23年）4月1日  - 学制改革により、熊本県立甲佐高等学校を設置し、男女共学となる。
- 1957年（昭和32年）4月1日  - 商業科を設置。
- 1992年（平成4年）04月1日  - 商業科2学級を商業科1情報処理科1に改編。
- 1997年（平成9年）04月1日  - 普通科1学級を普通科（福祉教養コース）に改編。
- 2007年（平成19年）4月1日  - 商業科、情報処理科をビジネス情報科1学級に改編。
- 2016年（平成28年）4月14日 - 熊本地震（前震）により、駐輪場及び校舎西側2階渡り廊下EXP･J被災。
- 2016年（平成28年）4月16日 - 熊本地震（本震）により、高架水槽、生徒昇降口（C棟）2階EXP･J、武道場その他校内各所被災。

## 出身著名人
- 寺本比呂文（元プロ野球選手）